# Absatzfinanzierung
Die Absatzfinanzierung ist in der Betriebswirtschaftslehre die Finanzierung des Vertriebs von Produkten oder Dienstleistungen mit Hilfe von Krediten.

## Allgemeines
Als Absatzkredit wird ein Kredit bezeichnet, den ein Unternehmen im Zusammenhang mit dem Vertrieb einem Kunden zur Kaufpreisfinanzierung gewährt oder vermittelt. Diese Absatzfinanzierung ist ein Instrument der Absatzförderung. Sie wird in Wirtschaftszweigen wie Außenhandel oder Landhandel als eigenständiges Instrument des Handelsmarketing angesehen und wird von Herstellern langlebiger Konsumgüter (Kraftfahrzeuge) oder Investitionsgüter (Maschinen) angeboten.

## Arten
Generell kann unterschieden werden, ob Absatzfinanzierung auf der Fertigungsstufe beim Hersteller oder auf den Handelsstufen im Handel erfolgt. Als Kreditgeber kann daher der Hersteller, Händler oder ein Finanzintermediär fungieren.  
| Kreditgeber                    | Arten der Absatzfinanzierung                 |
| ------------------------------ | -------------------------------------------- |
| Finanzdienstleistungsinstitute | Factoring                                    |
| Zwischenhändler                | Finetrading                                  |
| Finanzdienstleistungsinstitute | Forfaitierung                                |
| Finanzdienstleistungsinstitute | Leasing                                      |
| Hersteller                     | Lieferantenkredit an Groß- und Einzelhandel  |
| Exporteure Händler             | Außenhandelsfinanzierung Handelsfinanzierung |
| Finanzintermediäre             | Wareneinkaufsfinanzierung                    |
| Kreditinstitute                | Konsumkredit, Teilzahlungsgeschäft           |

Alle Absatzfinanzierungen, bei denen keine Kreditinstitute involviert sind, gehören zu den Kreditsubstituten.

## Bankwesen
Ist das Bankwesen in die Absatzfinanzierung von Nichtbanken eingeschaltet, gehört diese zum Kreditgeschäft, das ein Bankgeschäft nach § 1 Abs. 1 Nr. 2 KWG darstellt. Als Absatzfinanzierung wurde früher bei Kreditinstituten – insbesondere bei Teilzahlungsbanken – das Teilzahlungsgeschäft bezeichnet. Dieses ist heute im Kreditgeschäft eine Form des Anschaffungskredits, Konsumkredits oder Kleinkredits.
Autobanken sind wie Teilzahlungsbanken Spezialbanken, welche die Finanzierung der Anschaffung von Kraftfahrzeugen übernehmen und durch Sicherungsübereignung von Kraftfahrzeugen als Kreditsicherheit absichern. Die Beleihungsgrenze als zulässige maximale Beleihung eines Kraftfahrzeuges liegt zwischen 50 % und 60 % des Beleihungswerts, der sich am Kaufpreis orientiert, aber mit diesem nicht identisch sein muss. Viele großen Kraftfahrzeughersteller haben dafür eigene Autobanken gegründet (so genannte „Captives“) bzw. haben mit anderen Kreditinstituten und Leasinggesellschaften entsprechende Rahmenverträge abgeschlossen.
Agrarkredite finanzieren den Landhandel sowie die Anschaffung von Landmaschinen und gelten deshalb ebenfalls als Absatzfinanzierung. Sie werden häufig von Raiffeisen- oder Genossenschaftsbanken gewährt.

## Wirtschaftliche Aspekte
Absatzfinanzierungen gibt es vor allem bei Konsumgütern mit hohen Kaufpreisen. Sie erlangt zunehmende Bedeutung, da insbesondere große Handelsketten eine Subventionierung der Kreditzinsen für Konsumkredite übernehmen, um den Absatz von Produkten zu forcieren („Kreditfinanzierung zu Null Prozent“). Allerdings ist zu bedenken, dass es keinen „Null-Prozent-Kreditzins“ geben kann, sondern die Verkäufer den tatsächlichen Kreditzins in der Preiskalkulation berücksichtigen. In den letzten Jahren wurden auch für andere Bereiche des Konsums Finanzierungen angeboten wie z. B. bei Schönheitsoperationen und bei der Finanzierung von Zahnersatz.